# Stalaggh
Stalaggh (stilizzato come :STALAGGH:) è stato un progetto musicale olandese-belga, attivo dal 2000 al 2008, e riformatosi nello stesso anno sotto il nome Gulaggh (:GULAGGH:). In gran parte inosservato dal mainstream musicale, il collettivo ha attirato l'attenzione su di sé, soprattutto nella scena metal, con registrazioni delle urla di persone malate di mente. Le melodie oscure combinano elementi di rumorismo, drone, dark ambient e black metal.

## Nome e Progetto
Il progetto musicale Stalaggh è stato fondato nel 2000 da diversi musicisti della scena black metal olandese e belga, affascinati dal noise e dalla scena ambient. Non si conosce né il numero esatto dei membri né la loro identità e non ci sono esibizioni dal vivo. Dopo un riorientamento musicale, il progetto è stato ribattezzato Gulaggh nel 2007. Il nome Stalag si riferisce ai principali campi di concentramento della Wehrmacht nella seconda guerra mondiale; Gulag è, invece, il nome dei campi di lavoro dell'Unione Sovietica gestiti principalmente da Iosif Stalin. Il rispettivo suffisso GH sta per "Global Holocaust" e, secondo le dichiarazioni del gruppo stesso, va inteso come metafora della "totale estinzione della vita umana".

Un segno distintivo delle registrazioni è l'integrazione delle urla di pazienti psichiatrici, che dovrebbe contribuire all'autenticità del messaggio da trasmettere. In diverse interviste che circolano su Internet, il gruppo si descrive come un "progetto di terrore audio misantropico nichilista" e rifiuta rigorosamente termini creativi come "band" e "arte". Piuttosto, lo Stalaggh o Gulaggh è un'entità che vuole diffondere un messaggio nichilista-misantropico con i suoi progetti. La forza trainante qui è il legame ideologico tra i membri e i loro "voti".
(Stalaggh)

## Discografia

### Come Stalaggh
- Projekt Nihil (2003)
- Projekt Terror (2004)
- Nihilistik Terror (2006)
- Projekt Misanthropia (2007)
- Pure Misanthropia (2008)

### Come Gulaggh
- Vorkuta (2009)